# Taşeli-Plateau

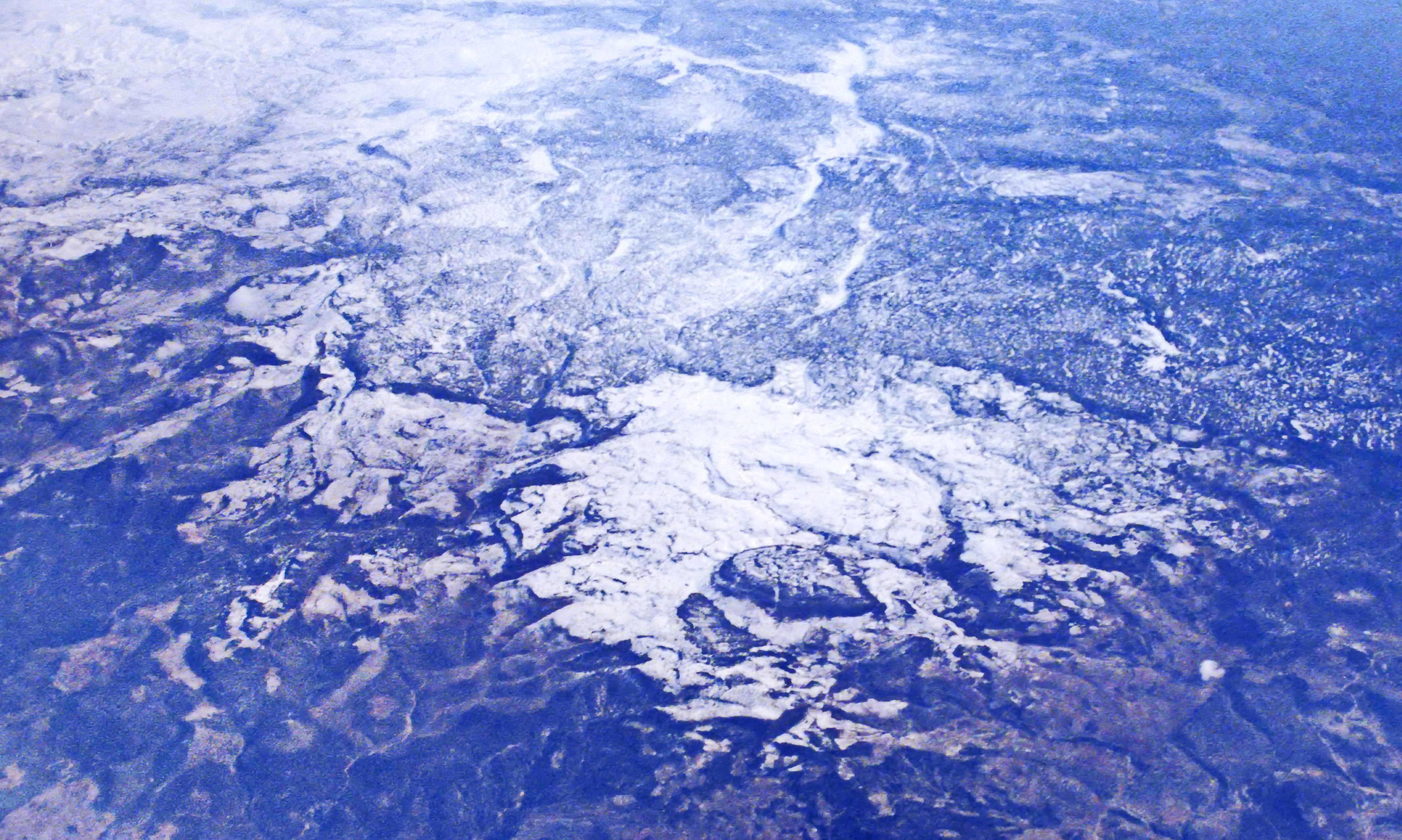
Blick aus dem Flugzeug bis zu den Hochflächen von Sarıveliler auf die noch tief verschneite Landschaft der „Taşeli Yaylası“, den als Sommer-Aufenthalt der Küstenbewohner genutzten Teil des Taşeli-Plateaus nordöstlich von Gazipaşa und nördlich von Anamur im April 1992

Das Taşeli-Plateau (auch Taşeli Platosu) ist eine stark verkarstete Hochflächenlandschaft im Bereich des "Kilikischen Taurus" (Mittlerer Taurus) im Hinterland der türkischen Südküste zwischen dem Dim Çayı bei Alanya im Westen und dem Limonlu Dere bei Erdemli im Osten. Das Taşeli-Plateau deckt sich in etwa mit den Landkreisen Ermenek, Başyayla, Sarıveliler (Provinz Karaman), Mut, Gülnar (Provinz Mersin) und Taşkent (Provinz Konya) sowie dem Inneren der Landkreise Anamur und Bozyazı in der Provinz Mersin und Gazipaşa in der Provinz Antalya.

## Lage

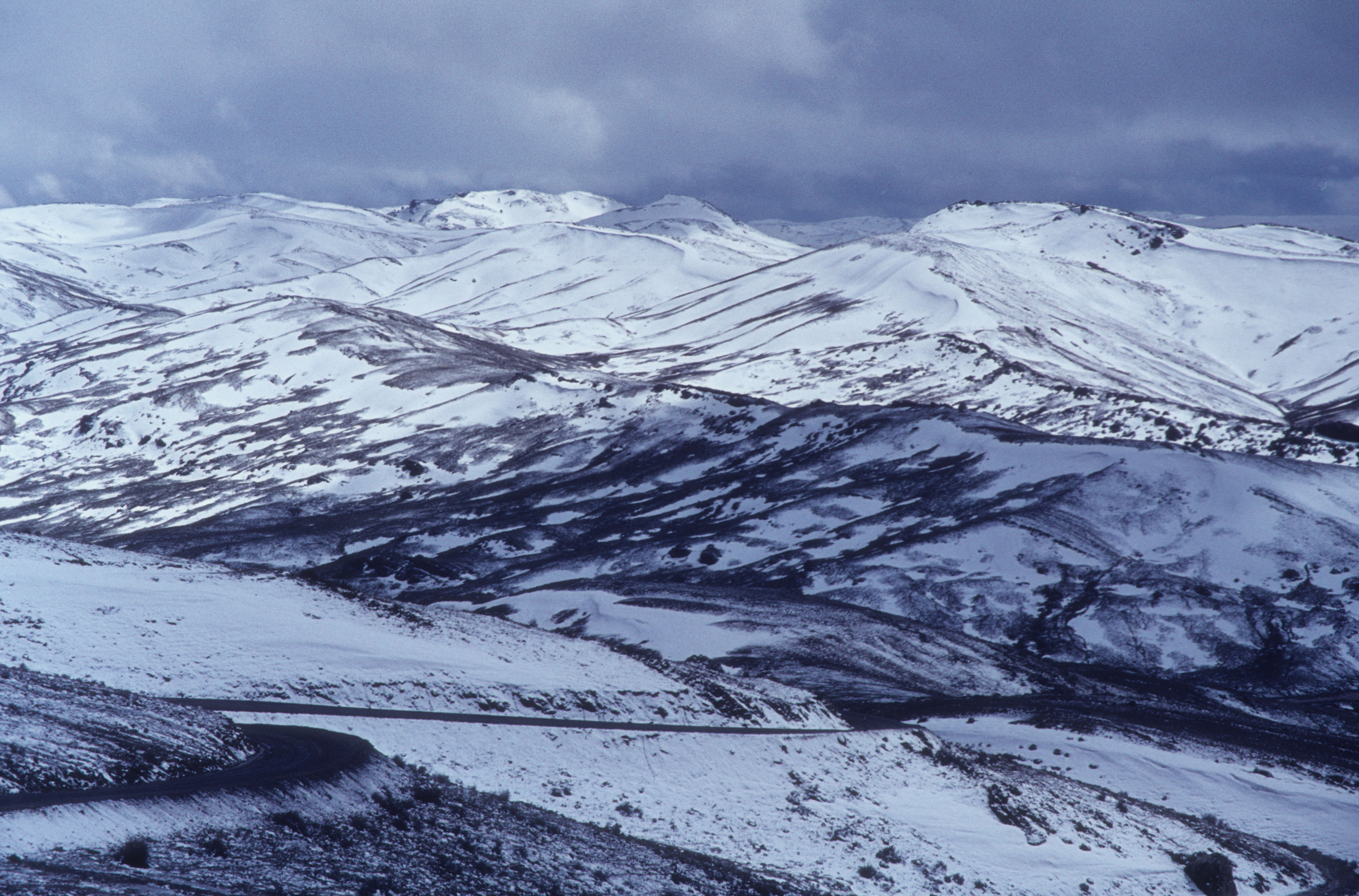
Die verschneiten Hügel der Taşeli-Hochflächenlandschaft am Karahasan-Pass (1756 m) machen deutlich, dass Schneefall, der zumeist im Januar fällt, auch noch im späteren Frühjahr für Kraftfahrzeuge problematisch sein kann.

Mit einer West-Ost-Erstreckung von etwa 180 km und einer Breite von bis zu 80 km zieht sich die Hochflächen-Landschaft des Karstplateaus von Taşeli in einem sichelartigen Bogen parallel zur türkischen Südküste als Teil des Mittleren (oder Kilikischen) Taurus vom Massiv der Bolkar Dağları im Osten bis zum Akseki-Bergland und zu den hohen Faltengebirgszügen der "Kurve von Isparta" im Westen, die, in mehreren Reihen geschart, Höhen von 2000 m bis über 2500 m erreichen. In ihrem westlichen Abschnitt weisen die mittleren Taurusgebirge, die hier von miozänen Kalkdecken aufgebaut sind, eine relativ einfache kuppige Struktur auf. Im Nordosten, im Bereich der angrenzenden Bolkar Dağları und des Aladağ, treten diese miozänen Kalke nicht mehr auf, und das Gebirge erreicht große Höhen. Im Norden sind die Grenzen durch den Gebirgsrand zum inneranatolischen Raum und im Süden durch die Küstenlinie klar vorgegeben. Allerdings muss man zwischen Gebirgs- und Küstenlandschaften unterscheiden, wobei die eigentliche Plateaulandschaft eher die Hinterlandregionen abdeckt.

## Geologie und Landschaftscharakter

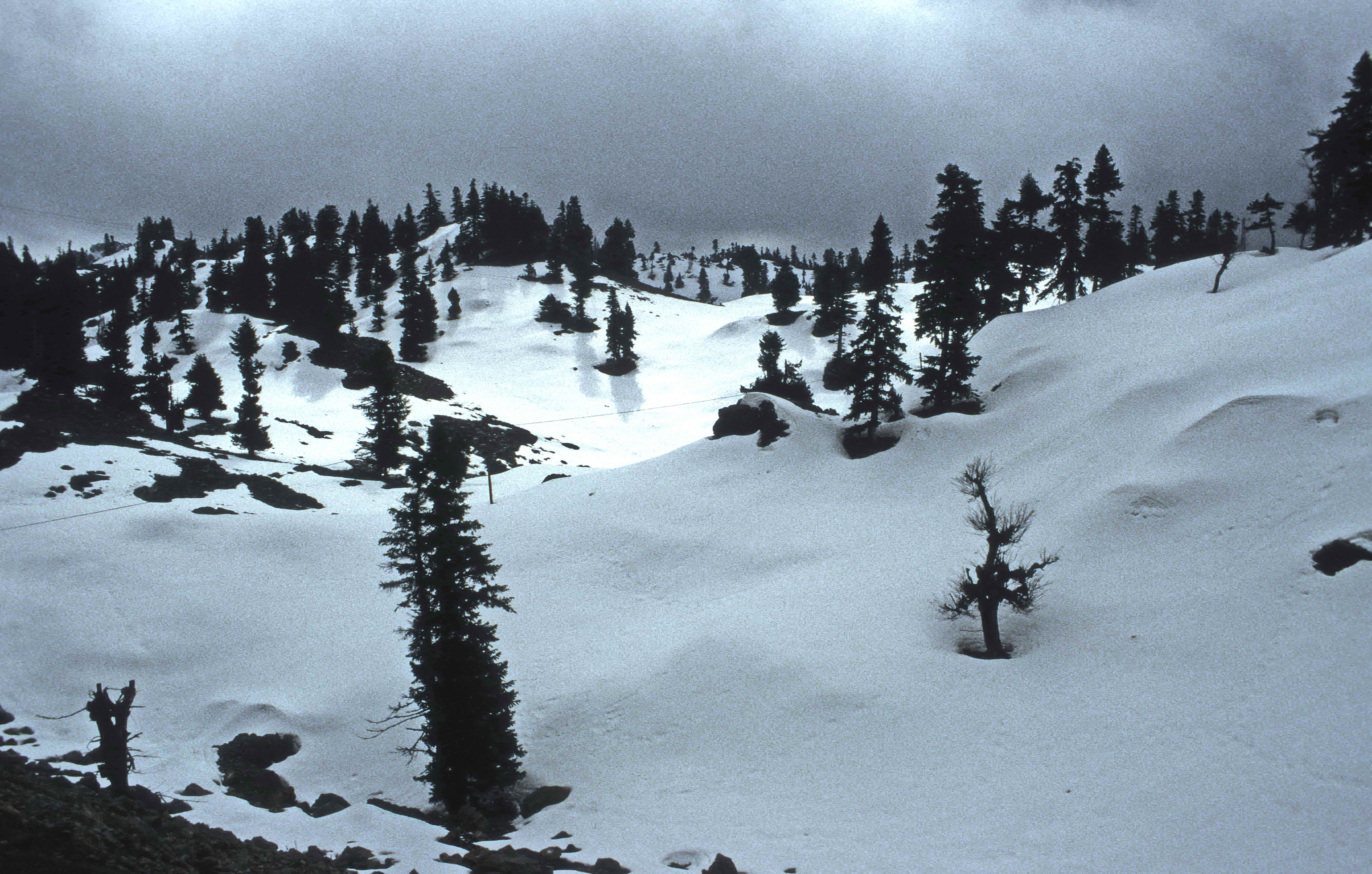
Frühnebel am Suolmaz-Pass im Frühjahr 1999: Tief verschneit sind die von Tannen durchsetzten Dolinenfelder auf den Höhen der fast 1700 m hohen Passlandschaft zwischen Anamur und Ermenek oft noch Anfang April.

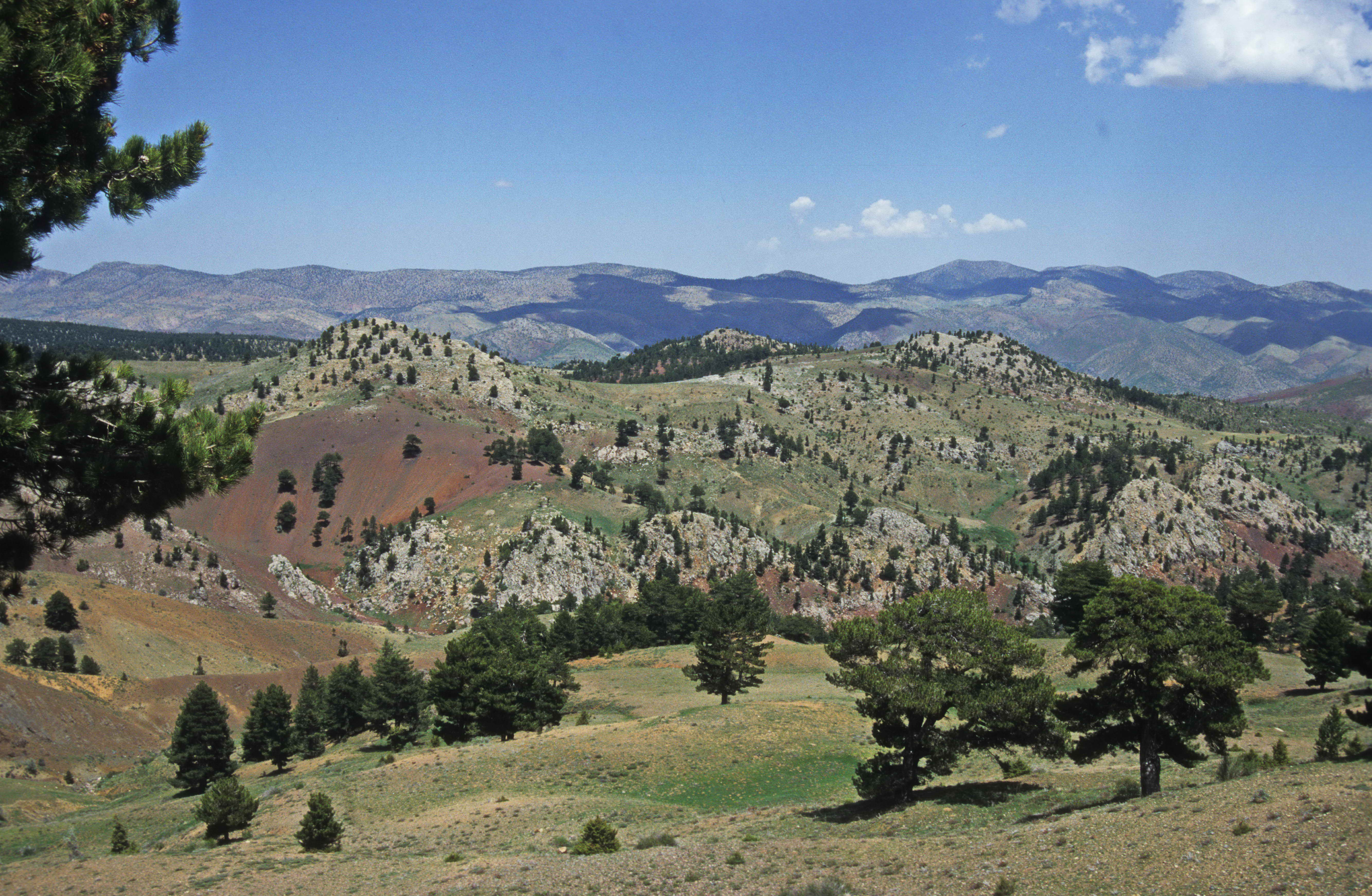
Mitte Mai vermittelt der Blick über die kuppenreiche Karstlandschaft des Taşeli-Plateaus vom 1850 m hohen Faşikan-Pass bei Taşkent aus bereits erste sommerliche Eindrücke.

Der Großraum des Taşeli-Plateaus bildet einen durchgehenden Karstgürtel zwischen dem Mittelmeer und dem zentralanatolischen Plateau und gilt als größtes und bedeutendstes Karstgebiet in der Türkei. Seine neritischen (Flachwasser-)Kalksteine   aus der Jura-Kreidezeit und dem Miozän spielen trotz unterschiedlicher lithologischer und struktureller Merkmale eine tragende Rolle bei der Entwicklung der Karstlandschaft dieser Plateaulandschaft. Die mittlere Höhe des Gebiets liegt bei etwa 1950 m und die Höhe nimmt von Norden nach Süden allmählich zu. Während das Relief der Plateauoberfläche eher sanfte Hänge aufweist, haben die Plateaugrenzen, insbesondere im südlichen und westlichen Teil, eher Steilhangcharakter von bis zu 81° Neigung. Die zentralen Teile des Mittleren Taurus bestehen nahezu einheitlich aus über 700 m mächtigen wechselnden Lagen von weitgehend flachlagernden und nur regional schräggestellten ungefalteten miozänen Mergeln, Sandsteinen und Kalken, die diskordant auf gefalteten mesozoischen und paläozoischen Schichten liegen. Sie wurden durch die postorogenen Hebungsvorgänge im Pliozän auf Höhen von etwa 1500 bis über 2000 m gehoben, gefolgt von einer starken fluviatilen Zertalung und späteren kräftigen Verkarstung, bei der sich der Göksu-Fluss tief in die Sedimente des Miozäns einschnitt. Dabei wurden durch starke fluviatile Abtragung zwei ausgedehnte Flachbereiche geschaffen: Der eine im Westen, durch Täler reich gegliedert, entstand auf den Kalkschichten des mittleren Miozäns unmittelbar auf 500 bis 750 m Höhe im Einzugsbereich des Göksu. Der andere, östliche entwickelte sich auf Kalkschichten des Altmiozäns als nur schwach zertaltes höheres Plateau in etwa 1500 bis 1750 m Höhe.

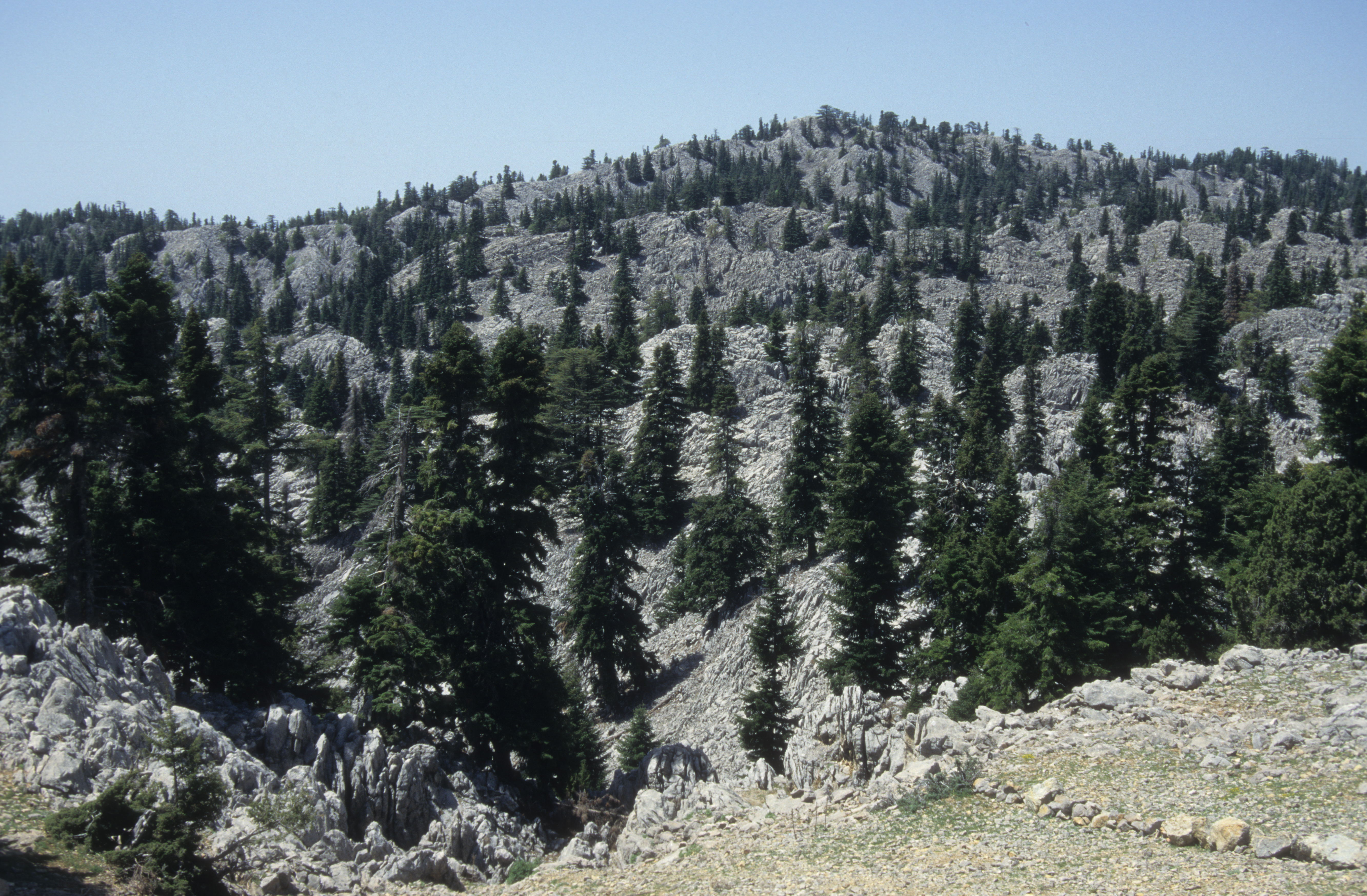
Dolinenfeld auf dem Taşeli-Plateau bei Kaş Yaylası am 1690 m hohen Suolmaz-Pass („Pass ohne Wasser“) zwischen Anamur und Ermenek: Weite Teile des Geländes dort sind so gut wie unpassierbar.

Dieser Gebirgsbereich des Mittleren Taurus besitzt einen ausgeprägten Hochflächencharakter, der auf eine relativ flachlagernde, kuppenartig gewölbte miozäne Kalkschicht zurückzuführen ist. Auf der flach geneigten Kalkplatte ist eine stark verkarstete Plateaufläche ausgebildet, die durch stufenartige Kanten begrenzt wird. Diese Fläche wird vom großen, tief eingeschnittenen Tal des Göksu zerschnitten, das sich an einer tektonischen Störung orientiert. Die im Westteil an die Oberfläche tretenden paläozoisch-mesozoischen Formationen tauchen nach Osten unter eine miozäne Kalkdecke ab. Diese kuppenförmig gewölbte Decke erstreckt sich zwischen Ermenek, Karaman, Erdemli und Silifke. Dieses Taşeli-Bergland lässt sich in mehrere abgrenzbare Landschaftsteile gliedern:
- Im Südwesten die Gebirge von Alanya und Gazipaşa: Ein Gebirgsbereich, der von Süden nach Norden aus miozänen bis paläozoischen Formationen besteht und nur bedingt zum eigentlichen Taşeli-Plateau gezählt wird.
- Im Süden das Bergland von Anamur und Taşucu: Eine miozäne Kalkplatte mit steilem Abbruch zumeist unmittelbar zur Küste.
- Im Osten im direkten Küsten-Hinterland von Silifke und Erdemli die Kalkplatte von Silifke-Kızkalesi: Der Abbruch dieser Kalkplatte ist weniger gehoben, ihr Abbruch zur Küste deshalb weniger steil nach Süden geneigt, aber ebenfalls stark verkarstet und zum Teil – vor allem im Umfeld antiker Ruinenstätten bei besonderen Karsterscheinungen wie großen Dolinen – auffällig touristisch vermarktet:
- Die Korykischen Grotten (türkisch: Cennet ve Cehennem/Himmel und Hölle), zwei Riesendolinen im Hinterland von Narlıkuyu, Kanytelleis (türkisch: Kanlıdivane) östlich von Kızkalesi oder Narlıkuyu (früher Tatlı Su, Narlıkuyu Mosaic Müzesi) mit untermeerischen Süßwasser-Karstquellen.
- Im östlichen Hinterland das Eyre-YüğIük-Bergland: Diese östlichen Partien des Taşeli-Plateaus umfassen die höheren, stark verkarsteten Kammregionen der Taşeli-Hochfläche südöstlich von Karaman mit oft weiten kahlen Kalkflächen z. B. in Umfeld und Vorland des 2474 m hohen Yüğlük Dağı.
- Im westlichen Hinterland das westliche Taşeli-Plateau mit dem Göksu-Tal: In die miozäne Kalkplatte dieses stark verkarsteten Hochflächenteils südwestlich von Karaman, die "Taşeli-Yaylası", sind in die Durchbruchstäler des Göksu Nehri und des Ermenek Çayı mit schichtstufenartig ausgebildeten Rändern eingeschaltet.[5]

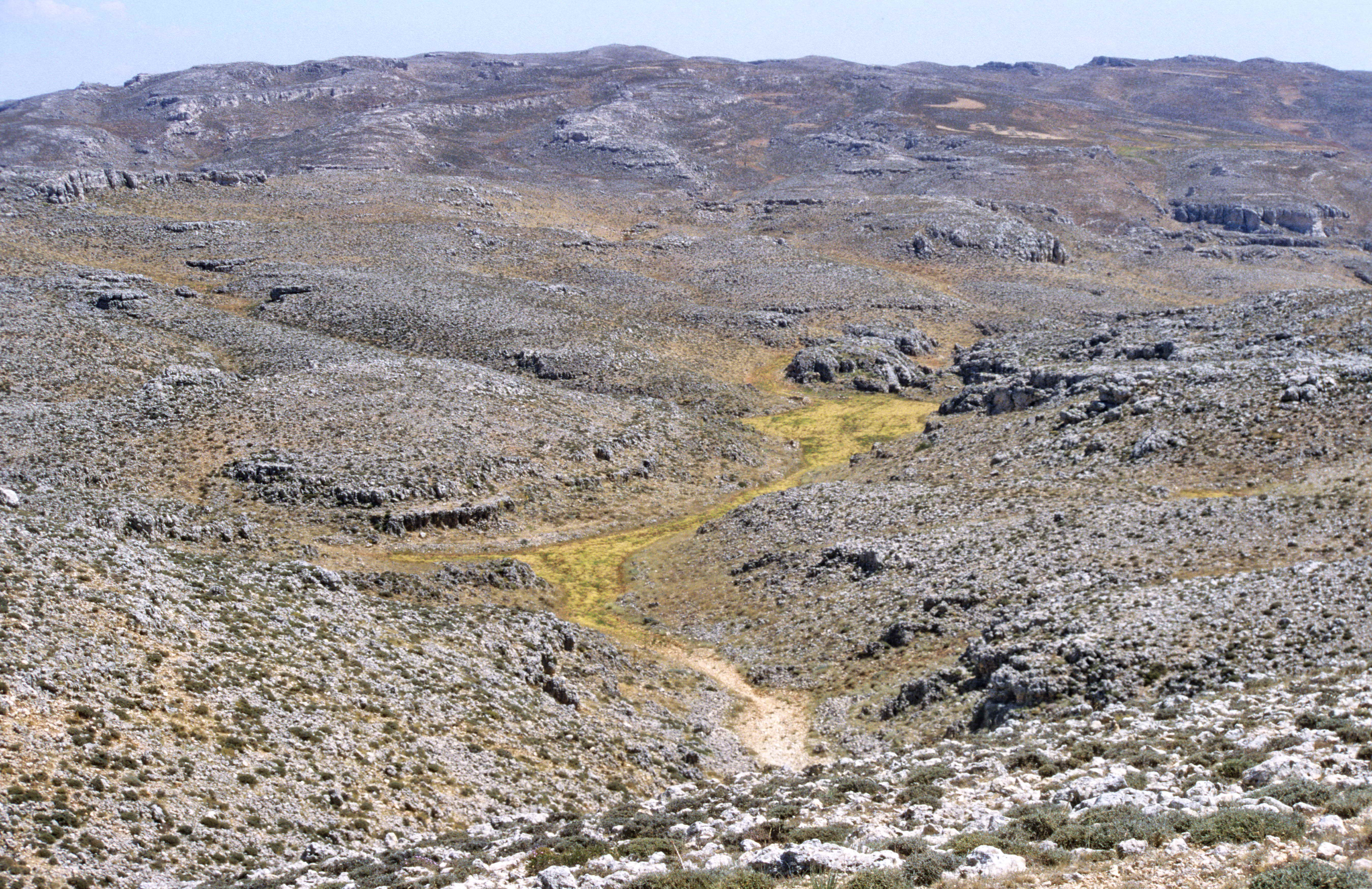
Lebensfeindlich wirkende Landschaften prägen die Karst-Hochflächen des östlichen Taşeli-Plateaus am Yüğlük Dağı zwischen Taşkale und Kırobası südlich von Karaman

Speziell die beiden letztgenannten Landschaftsteile sind überaus stark verkarstet. Die Plateauoberflächen zeigen unterschiedlichste Karstformen, wie Schluchten, Trockentäler, Dolinen, Uvalas, Ponore und Quellen. Aufgrund tektonischer Vorgaben folgen die meisten dieser Formen strukturellen und orografischen Linien. Die rezenten Karsttäler entwickelten sich während einer Art „Vorkarstphase“ der Oberflächenentwicklung vom Miozän bis zum Pliozän aufgrund Flusserosion durch oberirdischen Abfluss zunächst zu normalen Tälern. Dann wandelte sich diese Oberflächenentwässerung aufgrund von bei tektonischen Hebungsvorgängen entstandenen Fugen und Brüchen zu einem unterirdischen Entwässerungsnetz: Auf den Plateaus blieb ein Netz trockener Täler zurück, das infolge expandierender Dehnungsrisse während des Pleistozäns mit der Karst-Entwässerung im Untergrund schrittweise durch Lösungsdolinen ersetzt wurde.

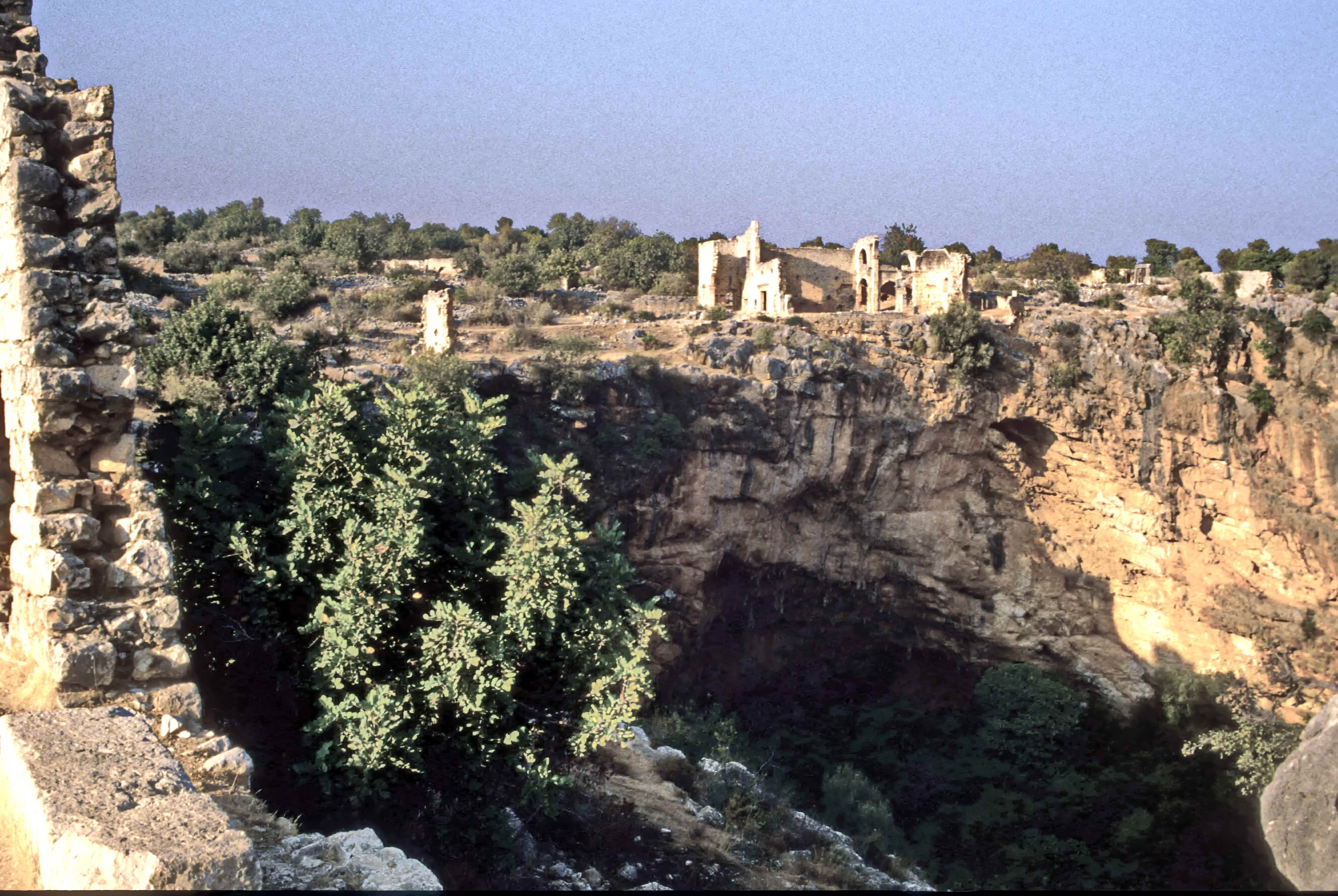
Blick auf die küstennahen Ruinen der antiken Stadt Kanytelleis (Kanlıdivane) östlich von Kızkalesi am Rand einer Riesendoline (Obruk) von 70 m Durchmesser und 60 m Tiefe

Am deutlichsten ausgeprägt und am häufigsten anzutreffen sind Dolinen, und diese vor allem in gehäufter Form auf der "Taşeli-Yaylası", jener Hochfläche im Gebirgshinterland von Gazipaşa, Anamur und Aydıncık. Neben tiefen Schacht- und breiten Pfannendolinen dominieren Trichterdolinen. Auf einer Fläche von einem Quadratkilometer östlich von Gazipaşa wurden 240 Trichterdolinen gezählt. Poljen und Karren sind seltener, öfter erkennt man Übergangsformen von Dolinen zu Uvalas mit zumeist ovalem Grundriss, regelmäßigen Hängen und oft felsigen Schlucklöchern, die partiell mit Ton und/oder Gesteinsschutt bedeckt sind. Die meisten Trichterdolinen sind etwa 60 m im Durchmesser und 25 m tief, können aber auch als seltene Großdolinen mit 150 m Breite und 75 m Tiefe vorkommen. Durch Dolinenbildung sind weite Teile des Geländes dort so gut wie unpassierbar. Dolinen liegen meist so dicht nebeneinander, dass typische linienhafte Dolinen-Reihungen entlang von Tiefenlinien, die darauf hinweisen, dass die Entwicklung von Dolinenreihen nicht an Verwerfungslinien, sondern an alte Flusstäler gebunden ist, oft nur schwer zu unterscheiden sind. Auf der Taşeli-Yaylası wurden auf einem Areal von 694 km² insgesamt 14284 Dolinen und eine maximale Dolinendichte von 120 Dolinen pro km² nachgewiesen.

## Klimatische und hydrologische Aspekte

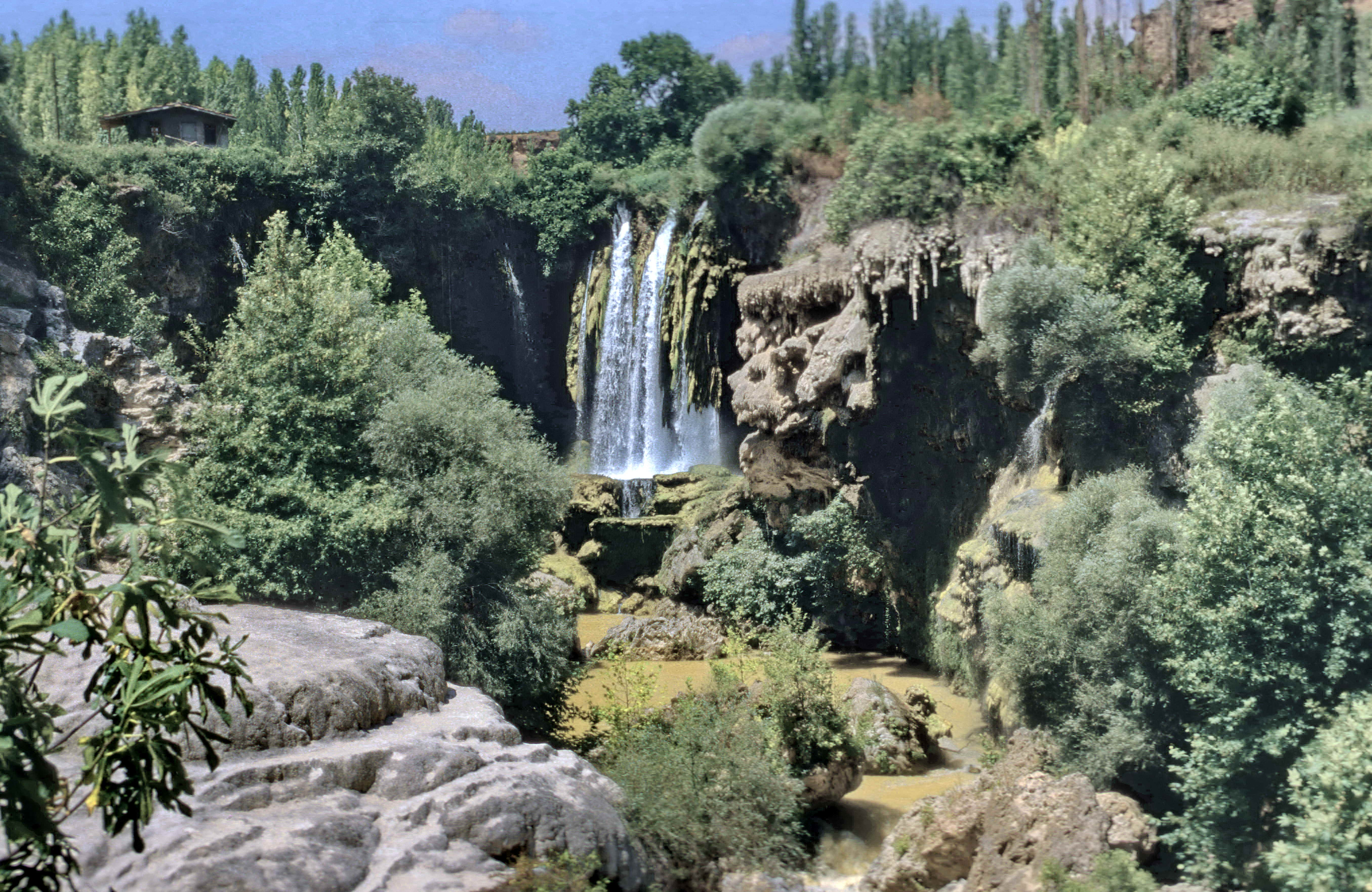
Yerköprü Şelalesi: Wasserfall an der Travertin-Brücke über den Göksu unweit von Hadım, wo stark schüttende Karstquellen einen Wasserfall und eine natürliche Kalksinter-Brücke über den Fluss aufgebaut haben

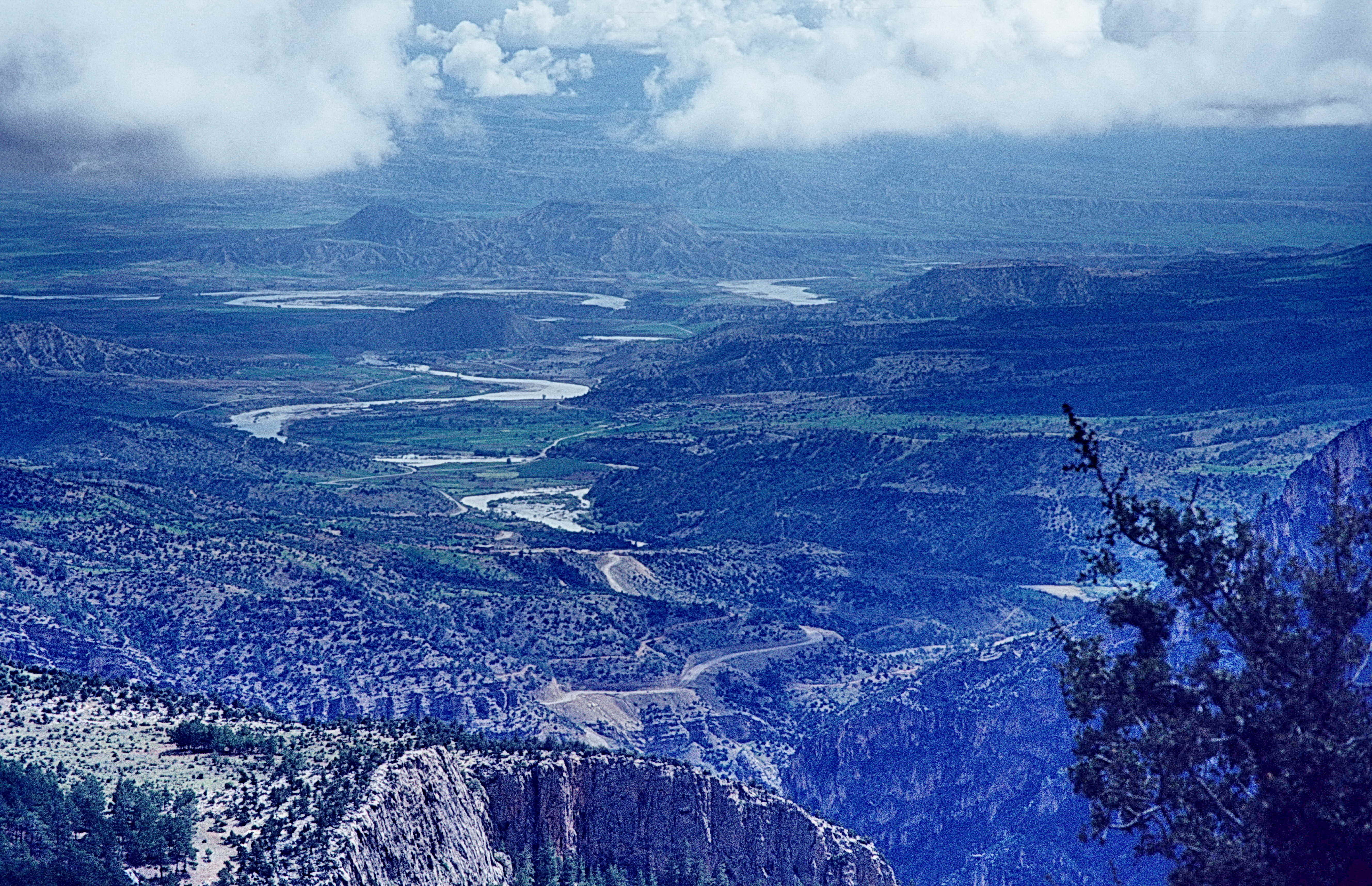
Blick von der Höhe des Taşeli-Plateaus nach Osten in das Becken von Mut auf den Zusammenfluss von Ermenek Çayı (im Vordergrund) mit dem Göksu Nehri (Hintergrund)

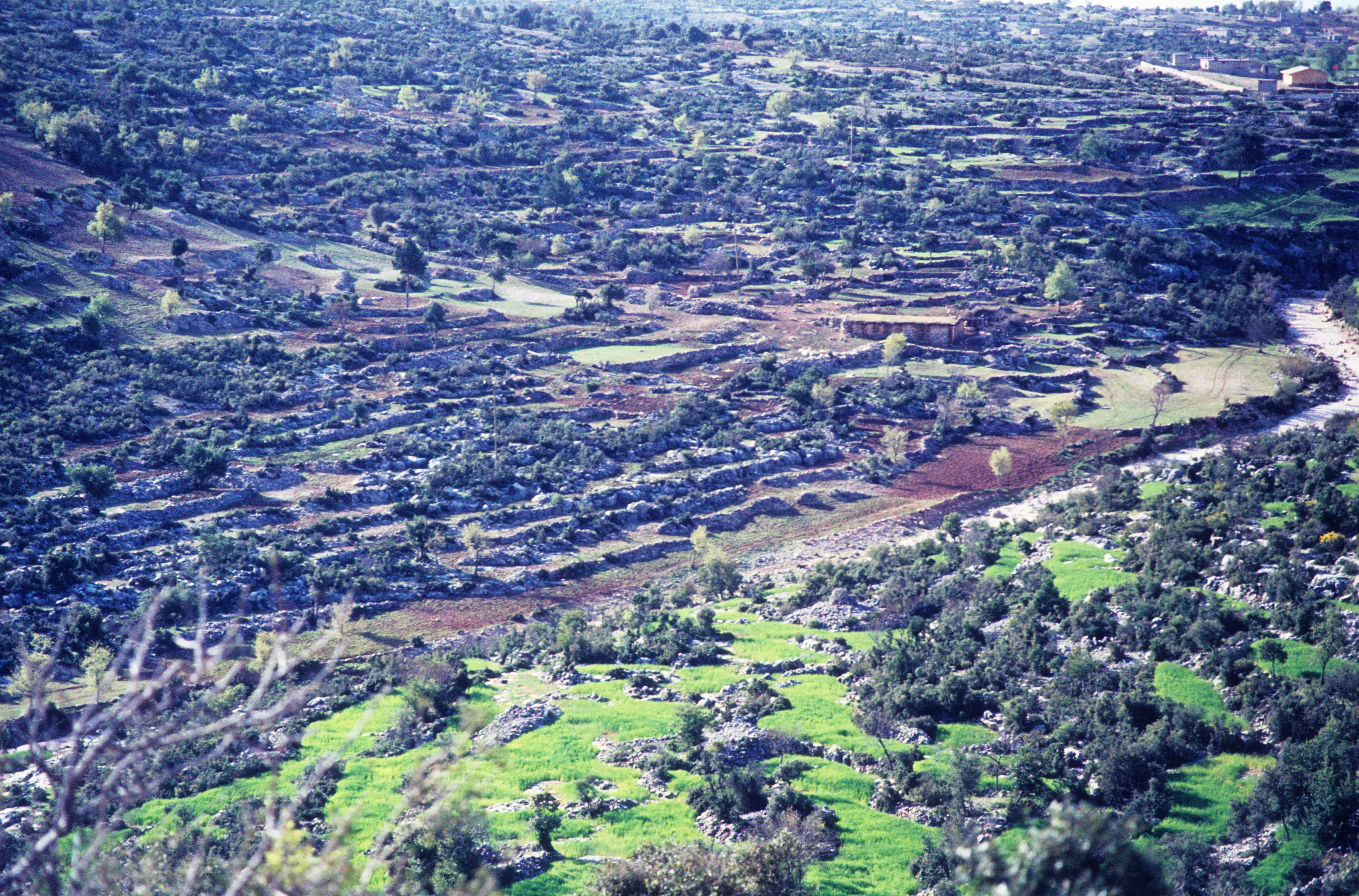
Ackerterrassen mit Wintergetreide beim Gehöft Ovacık Alanı auf dem Weg von Silifke nach Uzuncaburç/Olba Diocaesarea im Frühjahr 1984

Da der hohe südliche Teil des Taşeli-Plateaus eine Barriere für die Luftfeuchtigkeit aus dem Mittelmeer bildet, liegt das Gebiet in einer klimatischen Übergangszone zwischen feuchten und trockenen Gebieten. Während der jährliche Gesamtniederschlag im Westen bei Alanya 1000 mm beträgt, sinkt er nordöstlich bei Mut auf 350 mm. Letzterer Wert ist allerdings für die generelle Situation im Gebiet des Taşeli-Plateaus wenig aussagekräftig, da Mut am Zusammenfluss von Ermenek Çayı in den Göksu in einem intramontanen Becken liegt, wo absteigende Luftmassen zumeist für Wolkenauflösung und damit für geringere Niederschläge sorgen. Greift man wegen fehlender Klimastationen auf globale Rasterdaten für die klimatische Bewertung zurück, variieren die jährlichen Gesamtniederschlagsmengen zwischen 677 mm und 787 mm. Danach geben die Reliefverhältnisse das Niederschlagsangebot in etwa vor: Mit zunehmender Höhe des Gebirges nehmen auch die Niederschläge von Südwesten nach Nordosten hin zu. Die geringen Reliefunterschiede (gleichbleibende Höhe etwa um 2000 m) ermöglichen wohl ein Vordringen der mittelmeerischen Klimaeinflüsse ins Inland. Die Leelage des Gebietes bringt aber dennoch eine relative Trockenheit und wärmere Winter mit sich. Die mittlere Temperatur auf dem Plateau liegt zwischen 6,2 °C und 11 °C. Abgesehen von einem schmalen Küstensaum mit mediterraner Vegetation liegen die gesamten höheren Gebirgsteile im Trockenwaldbereich. Die einzigen bedeutenden Flüsse des Gebietes sind der Göksu und der Ermenek Çayı mit ihren Nebenflüssen. Ihr Abflussregime wird vom Winterregen und von Karstquellen gesteuert. Die wohl bekannteste Karsterscheinung dieser Art findet man im oberen Göksu-Tal unweit von Hadım bei "Yerköprü Şelalesi", wo stark schüttende Karstquellen einen Wasserfall und eine natürliche Travertinbrücke über den Fluss aufgebaut haben. Die Verkarstung des Plateaus erfolgte weitgehend im Pleistozän, als die miozänen Sedimente maximal über 2000 m in ihre heutige Höhe gehoben wurden. Während der damaligen Pluvialzeiten ging die Verkarstung sicher schneller und intensiver vor sich als heute. Generell findet man Dolinen auf den Taşeli-Plateaus zwischen 10 und 2870 m Höhe. Die durchschnittliche Höhe beträgt 1842 m. Allerdings befinden sich nur 5 % der Dolinen unter 1330 m Höhe, aber 90 % zwischen 1300 und 2270 m. Das dichteste Vorkommen liegt somit innerhalb der alpinen und periglazialen Zone oberhalb der Baumgrenze.

## Sozio-ökonomische Aspekte
Wegen der vorherrschenden Karst-Morphologie, des durch Karst-Prozesse stark belasteten Geländes und der Höhenlage sind menschliche Aktivitäten auf dem Taşeli-Plateau stark begrenzt. Mangel an landwirtschaftlichen Flächen, unzureichende Wasserressourcen und unzureichende Verkehrserschließung sind dort die Hauptprobleme. Landwirtschaft ist äußerst eingeschränkt unterhalb von 1600 m Höhe möglich – in den Ebenen und an Hängen auf schmalen Terrassen – in Form von marginalen Obstkulturen, Anbau von Gerste, Kichererbsen sowie sehr weniger Futterpflanzen.

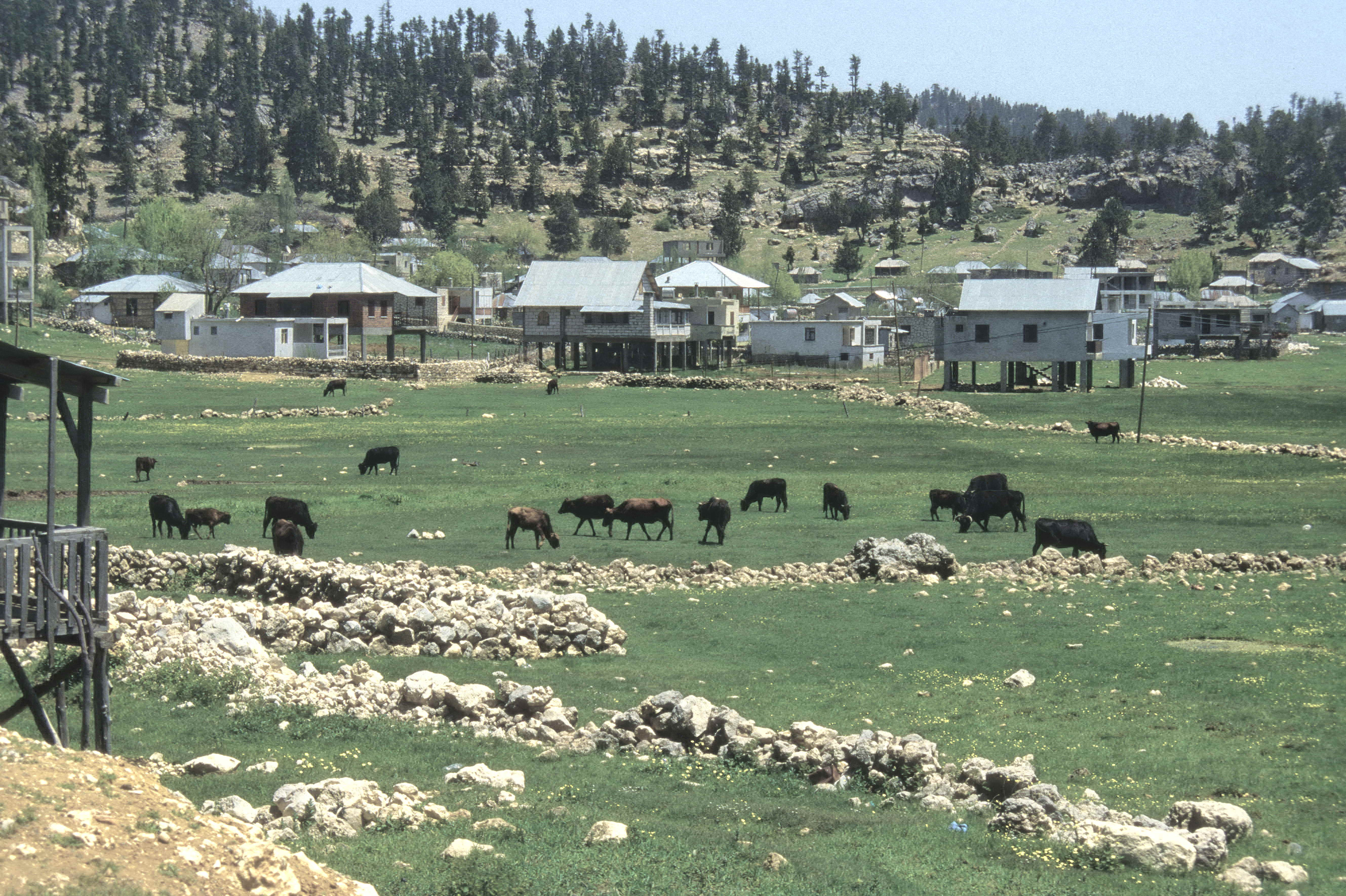
Taşeli-Plateau: Typische Sommerhäuser auf der „Taşeli Yaylası“ in der Sommersiedlung Abanoz im Mai 1997

Daher zählen einige der Gebiete dort zu den am dünnsten besiedelten Regionen der Türkei. Siedlungen auf dem Plateau werden aus klimatischen Gründen zumeist nur saisonal als Sommeraufenthalte genutzt, und Bewohner sind zumeist nur vorübergehend anwesend. Durch vorübergehendes tägliches oder saisonales Pendeln zu ihren Sommeraufenthalten (Yaylacılık) aufgrund alter (nomadischer) Transhumanz-Traditionen sowie aus "Flucht" vor hoher Luftfeuchte bei hohen Temperaturen an den Küsten wächst die Zahl der Bewohner auf den Hochplateaus während der Sommermonate – wie übrigens vielerorts in der Türkei – beträchtlich. Sie kommen aus den umliegenden Bezirkszentren, hauptsächlich aus Anamur und seinem dörflichen Umfeld (mit etwa 62.000 Menschen), aus Bozyazı (Mersin; mit ca. 26.000 Personen), Gazipaşa (mit fast 50.000 saisonalen Migranten) und Ermenek (mit gut 30.000 Köpfen). Steinhäuser – auch sehr einfache – sind wegen der überall verfügbaren Kalksteine auf dem Taşeli-Plateau typisch. Da die Siedlungen nur vorübergehend bewohnt sind, gibt es über das Taşeli-Plateau keine entsprechende Bevölkerungsstatistik.

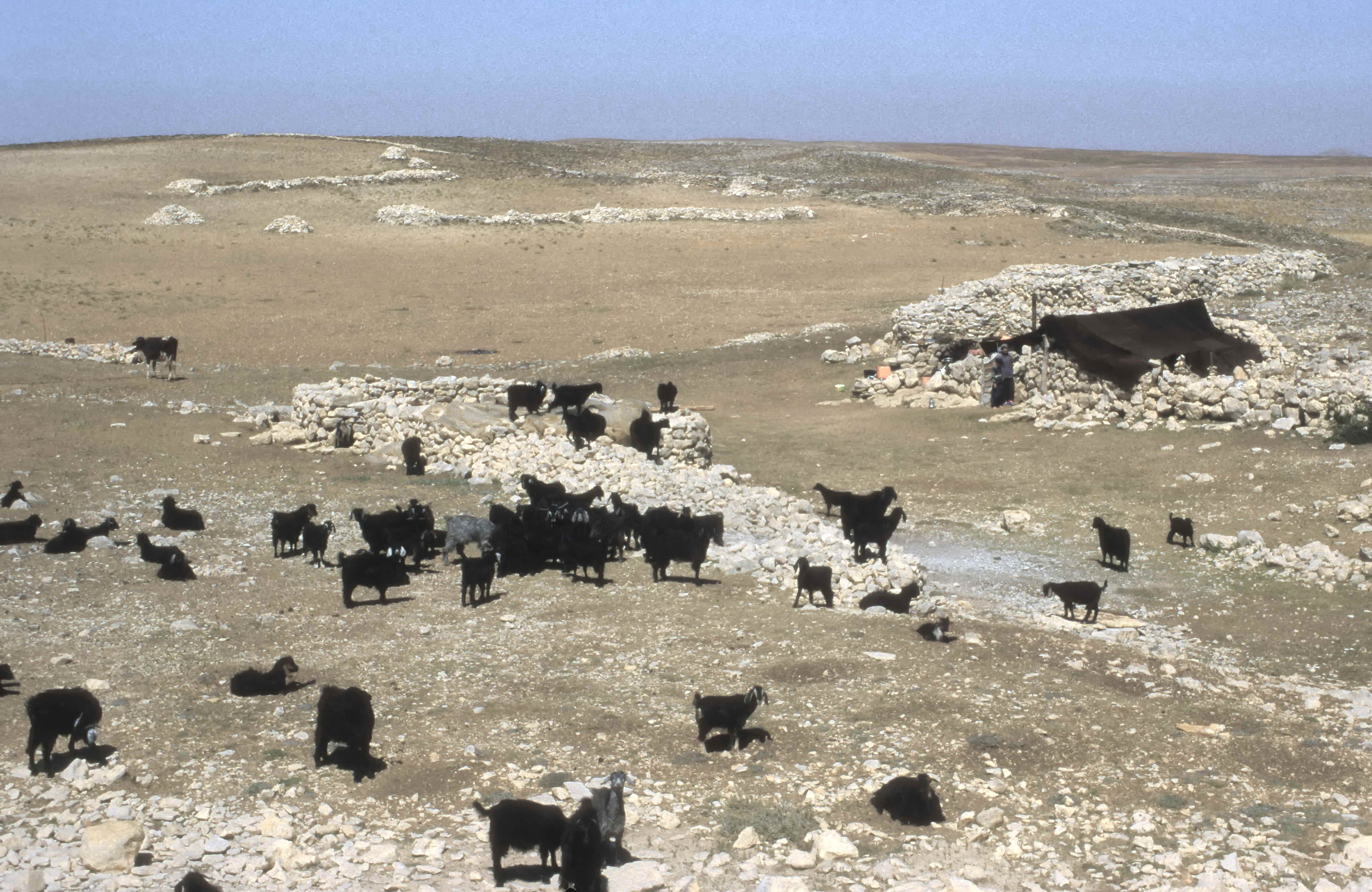
Yürükische Nomaden mit Ziegenherde im August 1999 auf der Hochfläche des Taşeli-Plateaus am Yüğlük Dağı: Relikt einer aussterbenden Lebens- und Wirtschaftsweise in der Türkei.

Bei lokal begrenzten Untersuchungen 2008 wurde unter Berücksichtigung der Strom-, Telefon- und Wasserkonsumenten festgestellt, dass z. B. allein bei und in Abanoz, der größten Sommersiedlung auf dem Plateau, im Sommer rund 7500 Menschen in insgesamt 970 Häuser leben. Abanoz (auch Abanoz Yaylası) liegt allerdings (für die Region) äußerst verkehrsgünstig 50 km nördlich von Anamur in einem langgestreckten Polje unmittelbar an der regionalen Verbindungsstraße nach Ermenek. Der Ort ist umgeben von jahrhundertealten Tannen- und Wacholderbeständen. An den Hängen und auf dem Poljeboden der Yayla-Siedlung, die von den Bewohnern Anamurs ausgiebig genutzt wird, stehen neben Hochlandhäusern aus Holz und Stein auch einfachste Sommerhäuser. Grundbedürfnisse können vor Ort gedeckt werden, denn die Siedlung bietet (saisonal) Lebensmittelgeschäfte, Landcafés und Restaurants. Es gibt Strom, Telefon und eine Wasserversorgung. Minibusse verbinden die Yayla mit Anamur. Während in den Wintermonaten dort nur 250 Menschen leben, steigt die Bevölkerung in den Sommermonaten bis auf 10.000 Personen an.

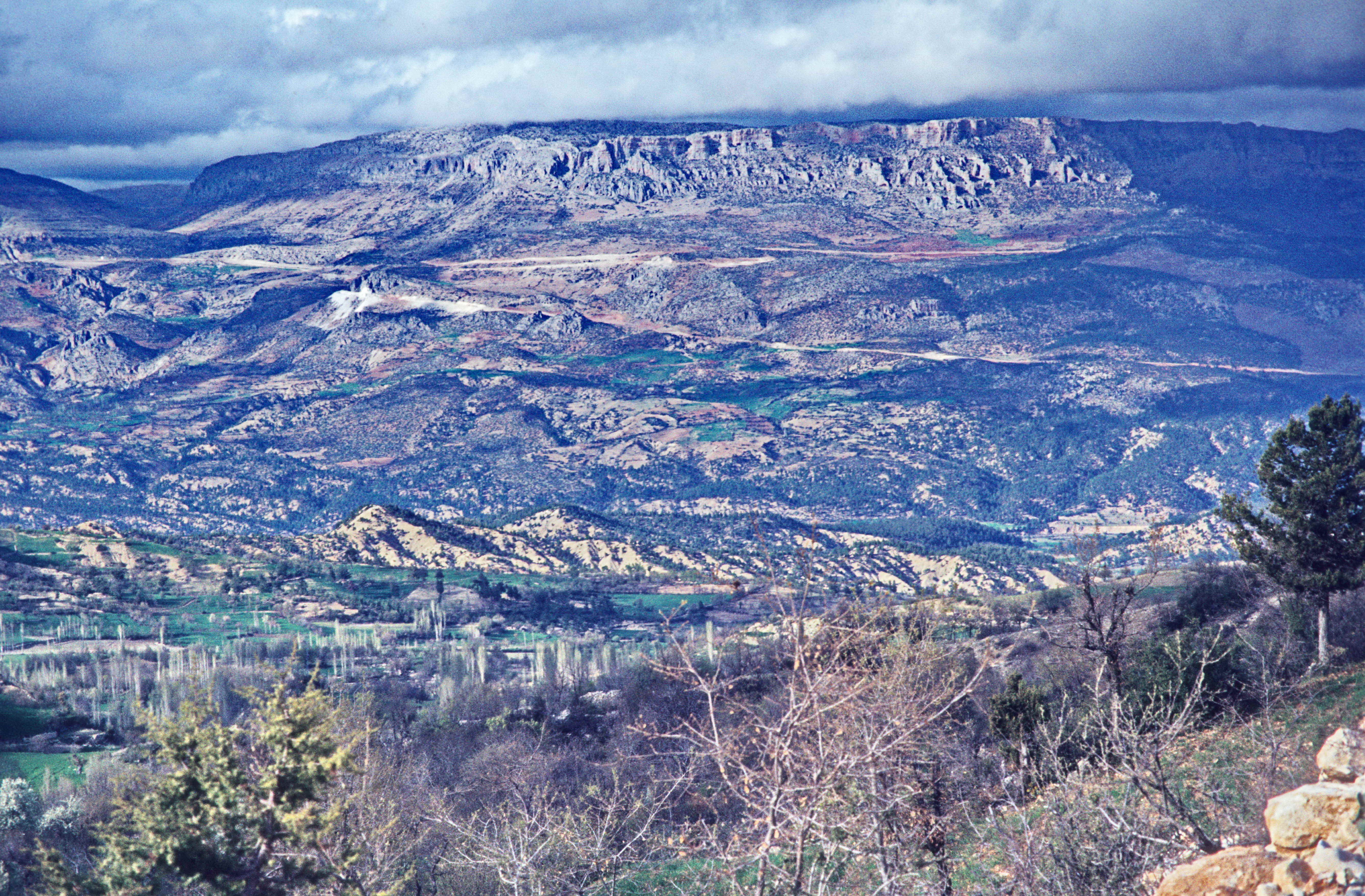
Blick vom Taşeli-Plateau bei Görmeli über das Tal des Ermenek Çayı (im April 1984 noch ohne Ermenek-Stausee) nach Norden auf den gegenüberliegenden Stufenrand des Taşeli-Plateaus oberhalb der Stadt Ermenek.

Obwohl sich die Plateausiedlungen in bestimmten Gebieten gruppieren, liegen diese zumeist verstreut. Dabei hat die Verfügbarkeit von Wasserressourcen in der Umgebung und die physische Geografie großen Einfluss auf Lage, Art und Material der Siedlungen. Vor allem die Nähe zur Straße von Anamur nach Ermenek spielt wegen der Erreichbarkeit eine große Rolle. Es gibt auf dem Plateau allein 37 große und kleine Hochlandsiedlungen, die nur zum Bezirk Anamur gehören. Abgesehen von diesen Sommerorten dörflicher und städtischer Bevölkerung gibt es dort nomadisch genutzte Regionen, in denen man sich hauptsächlich mit Tierhaltung befasst. Allerdings hat die Transhumanz auf das Taşeli-Plateau im Vergleich zur Vergangenheit an Bedeutung verloren. Veränderungen in der sozio-ökonomischen Struktur der Küstenbewohner haben die einstige bäuerliche Transhumanz auf das „Viehplateau“ drastisch reduziert, da die Entwicklung der Gewächshaus-Kulturen an der Küste (z. B. für Bananen und Erdbeeren) die Tierhaltung in den Hintergrund gerückt hat.